# Hermann Friedrich Kohlbrügge
Hermann Friedrich Kohlbrügge (1803 Amsterodam – 1875) byl nizozemským reformovaný teolog, představitel neo-kalvinismu.

## Život a dílo
Po otci pocházel z německé luterské rodiny, avšak jeho rodnou řečí byla nizozemština. V mládí pracoval v mýdlárně svého otce, zároveň studoval filozofii a teologii. V roce 1826 po smrti svého otce prožil obrácení a v následujícím roce se stal pomocným kazatelem luterského sboru v Amsterodamu. Své první působiště opustil však již po čtvrt roce po dogmatickém konfliktu s racionalisticky orientovaným farářem. V následujícím období pokračoval ve studiu na univerzitě v Utrechtu, kde v roce 1829 získal doktorát na základě dizertační práce na téma 45. žalmu. Sňatkem se zámožnou nevěstou si zajistil existenční nezávislost a začal se věnovat studiu dějin reformované církve. V roce 1830 do ní chtěl přestoupit, ale církevní úřad, stojící pod vlivem racionalismu jej tehdy odmítl. V roce 1833 poprvé navštívil sbor v Elberfeldu (dnes součást Wuppertalu), kde jej zaujal jeho duchovní rozkvět, avšak navzdory jeho kázáním, která zde měla velký ohlas, mu církevní úřady v Berlíně neschválili jeho záměr stát se zdejším duchovním pastýřem. Navrátil se do Nizozemska a deset let se v Utrechtu věnoval dráze soukromého učitele. Teprve v roce 1845 byl přijat do nizozemského reformovaného sboru v Elberfeldu, který se mezitím stal - se schválením Bedřicha Viléma IV. - nezávislým na pruské zemské unionované církvi a začlenil se do struktur Nizozemské reformované církve.
Byl odpůrcem liberální teologie a hlásil se ke konfesionalistické reformované teologii se silným pietistickým nábojem. Stal se předním šiřitelem neokalvinismu. Jeho vliv zasáhl především prostředí reformovaných církví a působením Johanna Wichelhause, mimořádného profesora v Halle, a svého zetě Eduarda Böhla, řádného profesora teologie ve Vídni, i akademické kruhy. K jeho stoupencům patřil také Adolf Zahn, rovněž pastor v Elberfeldu a poté ve Stuttgartu, který publikoval řadu spisů, z nichž některé se staly klasickými díly neokalvinismu. Kohlbrügge zdůrazňoval naprostou zkaženost člověka a jeho neschopnost postavit se vůči hříchu, ve které je odkázán pouze na nezaslouženou milost, které se dostává lidem jen ze zcela svobodného Božího rozhodnutí. Programově se vracel k jádru reformační teologie, kterou vykládal radikálním způsobem, zejména pokud jde o jeho navýsost pesimistickou antropologii, kterou se obrátil proti augustinskému křesťanství. Není překvapivé, že jeho literární dílo tvoří především kázání, která vydával jednotlivě i ve větších sbírkách.
Kohlbrügge sám nebo prostřednictvím svého zetě Eduarda Böhla ovlivnil řadu českých reformovaných bohoslovců a kazatelů (např. Heřmana z Tardy a Jana Karafiáta).
Vědecký teologický zájem o působení H. F. Kohlbrüggeho projevil jako první teprve před polovinou 20. století Karl Barth v souvislosti se svou prací o protestantské teologii 19. století. Ten také dosavadní nezájem o elberfeldského pastora trefně charakterizoval: "Také on je jako zaplavený ostrov, kolem něhož proplouvá jeho i následující doba, rozvíjející své vlastní problémy, zprvu bez povšimnutí. Pakliže nám tento ostrov dnes padne do oka, je to známkou toho, že záplava oněch dob asi opadá. Nemůžeme se však divit, že je neviditelný pro ty, kdo ústup oněch záplav ještě neprožili. Pro ty, kdo jej zažili, je už nemožné, aby neviděli Kohlbrüggovu důležitou dějinnou osobnost."

### Dílo
- Erläuternde und befestigende Fragen und Antworten zu dem Heidelberger Katechismus. [=Vysvětlující a upevňující otázky a odpovědi k Heidelberskému katechismu]. 1851.